# Assurancetourix
 (juillet 2012).
Cet article possède un paronyme, voir Assurance tous risques.
Assurancetourix est le barde du village d'Astérix et Obélix dans la bande dessinée Astérix de René Goscinny et Albert Uderzo ; il chante comme une casserole. Il joue un rôle important dans les aventures Astérix Gladiateur, Astérix et les Normands, Le Domaine des dieux, Astérix chez Rahàzade et La Rose et le Glaive.

## Description générale
- Son nom est un jeu de mots avec le terme « assurance tous risques », qui désigne un type d'assurance automobile.
- De taille moyenne, blond, doté d'un grand nez fin, il porte un haut à carreaux bleus et blancs, des braies blanches, des mocassins bleus et une cape rouge.
- Solitaire, il vit dans sa hutte perchée en haut d'un arbre.
- Il est officiellement un notable du village, portant une cape rouge, enseignant aux enfants et siégeant à la plupart des conseils importants, comme celui sur le bannissement d'Astérix dans Astérix et le chaudron.
- Il est le seul personnage récurrent du village avec Panoramix et Astérix à n'avoir jamais eu d'intérêt amoureux.
- Dans Astérix et les Normands, Cétautomatix lui rappelle qu'il a le droit de jouer de la musique, mais pas de chanter, ce qui laisse supposer qu'il sait jouer correctement.
- Son instrument privilégié est la lyre, mais il est aussi représenté avec un carnyx[1],[2] et une sorte de cornemuse dont l'existence à cette époque est possible mais débattue[3]. Dans Le Papyrus de César, l'on découvre qu'il possède d'autres instruments plutôt exotiques, comme le zinzinium (sorte de violoncelle) comme le beuglophon (sorte de triple carnyx) ou l'orypilinx (autre type de carnyx).

## Personnalité
- Sa caractéristique principale est de chanter de manière épouvantable alors qu'il est persuadé d'avoir du talent, provoquant la fuite des animaux et même des pluies diluviennes (depuis Astérix chez Rahàzade).
- Il interprète généralement des versions antiques et parodiques de chansons populaires contemporaines.
- Il est tête de Turc du village, souvent assommé par le forgeron Cétautomatix dès qu'il veut chanter.
- Quand il ne chante pas, il est apprécié des habitants. Panoramix dit qu'il est « aussi bon camarade qu'il chante mal ».
- Il joue le rôle du personnage efféminé de la bande, pacifique, rêveur, évitant le conflit et souvent perdu dans son « nuage poétique » (La Zizanie).
- Il ne participe presque jamais aux combats contre les Romains, sauf exception : Astérix et les Normands est l'une des rares occasions où il assomme un ennemi.
- Il traite ses compatriotes de barbares, sauvages ou ignares, et ne s'énerve que lorsque ses talents artistiques sont remis en cause, devenant alors hautain ou sarcastique.
- Il peut être friand de ragots, comme dans Le Cadeau de César, où il parle dans le dos d'Astérix et Obélix aux femmes du village.
- Contrairement aux autres, il a un caractère doux, courtois, réfléchi et solitaire.
- Les Romains le voient comme le plus inoffensif, à tort, car sa voix est une arme redoutable.
- Son narcissisme cache un manque de confiance en lui ; il doute quand on croit en son talent, comme après le succès de son récital pour faire tomber la pluie en Inde dans Astérix chez Rahàzade.
- Malgré son côté pacifique et son statut de bouc émissaire, il reste un irréductible fier et loyal, prêt à défendre le village et ses amis.
- Dans La Fille de Vercingétorix, il est apprécié des adolescents, partageant avec eux le rejet par les autres.

## Au fil des épisodes

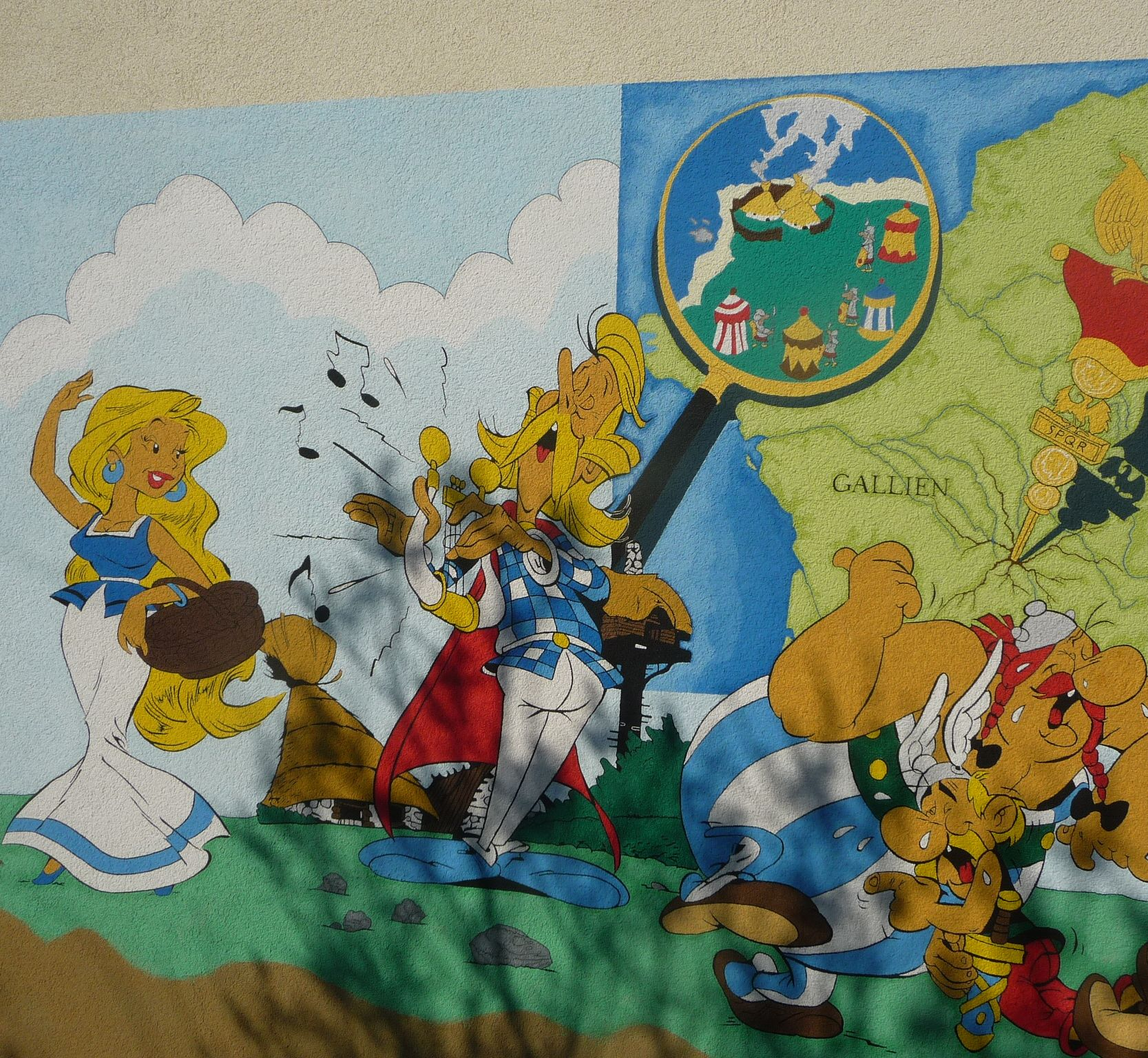
Assurancetourix avec sa lyre, sur une fresque à Ludwigshafen en Allemagne.

### Dans les albums
- Il apparaît dès le premier épisode de la série (Astérix le Gaulois) et ses chants sont déjà fort peu appréciés par les autres habitants du village, bien que ceux-ci se contentent de partir calmement avec chacun un prétexte, sans que le barde ne soit assommé.
- Il est enlevé par les Romains dans Astérix gladiateur et offert en cadeau à César, qui décide de le faire jeter aux lions aux prochains jeux. Son chant met en déroute les fauves, et il est assommé par Astérix pendant la bagarre dans l'arène car s'apprêtant à chanter de nouveau. Revenant ensuite en Gaule avec Astérix et Obélix, il est malgré tout ligoté et bâillonné pour le banquet final.

- Son chant, en plus d'être capable de faire tourner le lait, est la seule chose capable de faire connaître la peur aux terribles Normands (Astérix et les Normands), et il plaît par ailleurs au jeune Lutécien Goudurix, venu pour se forger le caractère.
- Il est à l'origine de la disparition du domaine des dieux, ayant fait fuir tous ses habitants en chantant après s'y être installé.
- Dans Le Cadeau de César, Assurancetourix, rallié à la cause d'Orthopédix, empêche Abraracourcix de prendre la parole, vexé qu'il s'interroge publiquement sur la neutralité de son arbitrage, ce qui déroge à ses manières courtoises.
- Dans Astérix chez Rahàzade, Astérix et Obélix emmènent Assurancetourix en Inde pour une mission particulière : faire pleuvoir en chantant et mettre ainsi fin à une sécheresse qui, si elle dure encore, entraînera la mise à mort de Rahàzade, fille du rajah. Bien que victime d'une extinction de voix, il finit par la retrouver après avoir reçu un peu de potion magique.
- Se disant barde officiel et incontestable du village, il voit d'un mauvais œil l'arrivée de Maestria dans La Rose et le glaive, dont il est là aussi un des personnages principaux. Il part un temps du village pour s'isoler dans une hutte perchée sur un arbre en forêt.
- Dans Le Papyrus de César, il donne l'alerte de l'attaque du village avec son beuglophon, l'horrible son de l'instrument laissant penser à un légionnaire que les gaulois pratiquent des sacrifices humains.

### Dans les films d'animation
- Dans le long-métrage d'animation Astérix : Le Domaine des dieux, il est mis a contribution pour faire fuir les habitants de l'immeuble romain : dopé à la potion magique, son chant surpuissant et insupportable n'est entendu du spectateur de manière étouffée du point de vue d'Obélix, qui a du persil dans les oreilles, ne le retirant que pendant un très bref instant.
- Il a droit à un véritable développement de personnalité dans le long-métrage d'animation Astérix : Le Secret de la Potion Magique, où Abraracourcix lui confie la direction du village pendant l'absence des hommes : on comprend qu'il manque de confiance en lui car il n'arrive pas à s'imposer auprès des femmes du village au fort caractère comme Bonnemine, et qu'il n'est pas perçu comme courageux ou débrouillard par ses camarades. Lorsque la situation devient critique, il prend son courage à deux mains et stabilise la situation en attendant le retour des autres.
- Il semblerait que depuis son accès de courage dans ce dernier film d'animation, Assurancetourix ait justement pris de l'assurance, car il est le premier à se jeter sur l'armée de Romains dans le court-métrage en 4D Attention : Menhir au Parc Astérix, agacé d'avoir été traité d'« infâme barbare ».

## Lors du banquet final
Un des leitmotivs des aventures d'Astérix est la case finale montrant les villageois faisant un banquet à la belle étoile pour fêter leur victoire. Assurancetourix est généralement ligoté et bâillonné à l'écart afin de ne pas gâcher la fête par son chant.
Dans le premier album Astérix le Gaulois, Assurancetourix chante debout sur sa chaise au grand désarroi de ses voisins de table.
Le second album, La Serpe d'or, est le seul où le banquet final n'est pas figuré sur une demi-page, se terminant sur l'image d'Assurancetourix ligoté et bâillonné dans une hutte alors que les villageois font la fête à l'extérieur, comme systématiquement par la suite, sauf exception : 
- dans Astérix et les Normands, pour avoir aidé Astérix et Obélix dans leur mission. Il joue debout sur la table, tenant sa lyre comme une guitare. Cétautomatix est ligoté avec son marteau à sa place, avec du persil dans les oreilles pour ne pas l'entendre chanter ;
- dans Le Bouclier arverne, où c'est le chef du village qui est empêché par son épouse Bonemine ;
- dans Astérix aux Jeux olympiques, où il mange à côté de Cétautomatix qui tient son marteau à la main, sous l'œil craintif du barde ;
- dans Le Domaine des dieux, pour avoir aidé Astérix et Obélix dans leur mission (sa lyre est posée sur les ruines du domaine des dieux) ;
- dans Le Cadeau de César, où un personnage ayant sa silhouette est en tête à tête avec la jeune Zaza ;
- dans La Grande Traversée, où il participe au banquet mais est assommé par le marteau de Cétautomatix. C'est Ordralfabétix qui se tient à l'écart, avec son épouse qui lui apporte du poisson ;
- dans Astérix chez Rahazade, où le banquet se tient sans lui car il est en Inde avec Astérix et Obélix, ce qui semble affecter Cétautomatix ;
- dans La Rose et le Glaive, où le barde Maestria n'ayant pas été bâillonné, il eût été injuste de ne pas le laisser libre. Selon Astérix, la seule différence entre les voix de Maestria et d'Assurancetourix est qu'avec la première « il ne pleut pas ») ;
- dans Le ciel lui tombe sur la tête, où il participe au banquet en chantant du haut de sa hutte, au grand dam d'Abraracourcix. Cétautomatix et Ordralfabétix qui ont été accusés de lui avoir brûlé sa hutte (en réalité l'incendie a été provoqué par une fusée Nagma) sont eux-mêmes ligotés et bâillonnés ;
- dans Le Papyrus de César, où il participe au banquet avec son beuglophon, mais Cétautomatix lui demande de ne pas faire de bruit pour ne pas réveiller Panoramix ;

Assurancetourix est aussi présent au banquet d'anniversaire d'Abraracourcix organisé vers le milieu de l'album La Zizanie et au banquet de l'anniversaire de la bataille de Gergovie au début de l'album Astérix en Corse.
En ce qui concerne les films d'animation, il faut attendre Astérix : Le Secret de la potion magique pour le voir enfin participer à un banquet sans être ligoté et bâillonné, en récompense d'avoir bien assuré son statut de chef provisoire.

## Dans le monde
Comme pour beaucoup de personnages de la série, son nom peut changer selon les éditions en langues étrangères : 
- Asuranceturix en espagnol
- Assegurançatórix en catalan
- Asegurancetúrix en galicien
- Troubadix en allemand
- Troubadix en suédois
- Trubadurix en finnois
- Cacofonix en anglais britannique
- Cacofonix en occitan
- Kakofonix (nouvelle série, autrefois comme en français), néerlandais
- Kakofoniks en polonais
- Ο Žαγκοφωυικον (O Kakofonikon) en pontique[réf. nécessaire]
- Malacoustix en anglais américain
- Balakadrix en créole[Lequel ?]
- Ο Σκουξοφωνάκης (O Skouxofonakès) en crétois[pas clair][réf. nécessaire]
- Malmuziks en espéranto
- O Κακοφωνίξ (O Kakofoníx) en grec
- חמשיריקס (Khamshirix) en hébreu
- गवैयाँ बेसुरीक्स (Gavaiyañ Besurix) en hindî
- Hangjanix en hongrois
- Óðríkur en islandais
- Armavirumquecanix (« Arma virumque cano ») en latin
- Cangeddix en picard
- Chatotorix en portugais
- Siklonix en réunionnais
- Консерваторикс (Konservatoriks) en russe
- Тамбурикс (Tambouriks) en serbe
- Singjonix (Ne chante rien) en alsacien

## Médias

### Animation

#### Films d'animation
- 1967 : Astérix le Gaulois avec Jacques Jouanneau.
- 1968 : Astérix et Cléopâtre avec Jacques Jouanneau.
- 1976 : Les Douze Travaux d'Astérix avec Roger Carel.
- 1986 : Astérix chez les Bretons, brève apparition (voix inconnue)
- 1989 : Astérix et le Coup du Menhir avec Edgar Givry.
- 1994 : Astérix et les Indiens avec Michel Tugot-Doris.
- 2006 : Astérix et les Vikings avec Bernard Alane.
- 2014 : Astérix : Le Domaine des dieux avec Arnaud Léonard.
- 2018 : Astérix : Le Secret de la potion magique avec Arnaud Léonard.

#### Séries d'animation
- 2025 : Astérix et Obélix : Le Combat des chefs avec David Marsais.

### Films en prises de vues réelles
- 1999 : Astérix et Obélix contre César, interprété par Pierre Palmade.
- 2008 : Astérix aux Jeux olympiques, interprété par Franck Dubosc.
- 2023 : Astérix et Obélix : L'Empire du Milieu, interprété par Philippe Katerine.

### CD albums
- Au début des années soixante, Astérix et Obélix furent les vedettes de deux trente-trois tours produits par la firme Festival où apparaissent de nombreux autres personnages dont Assurancetourix :
  - Astérix le Gaulois, réalisé par Jacques Garnier et Gérard Barbier, avec Guy Pierrauld (Astérix) et Albert Augier (Obélix).
  - La Serpe d'or, réalisé par Jacques Garnier et Gérard Barbier, avec Guy Pierrauld (Astérix) et Albert Augier (Obélix). Avec aussi Paul Préboist (Amérix + le récitant).
- En 1966, c'est la firme Philips qui produisit un trente-trois tours présentant une aventure originale :
  - Le menhir d'or, réalisé par Henri Gruel, avec Roger Carel (Astérix), Jacques Morel (Obélix), Jacques Jouanneau (Assurancetourix), Alain Mottet (Panoramix), Pierre Tornade (Abraracourcix).

- Les trois films adaptés au cinéma ont fait l'objet de bandes-originales : 
  - Astérix et Obélix contre César, écrit et composé par Jean-Jacques Goldman et Roland Romanelli (1999).

### Jeux vidéo
Assurancetourix est présent dans la plupart des jeux vidéo adaptés de la bande dessinée et il tient notamment un rôle important dans les jeux suivants :
- Astérix : La Bataille des Gaules, 1999 développé et édité par Infogrames : Assurancetourix apparaît dans certains mini-jeux où le toucher rapporte le maximum de points.
- Astérix Maxi-Delirium, 2001 développé et édité par Infogrames : Assurancetourix est l'un des quatre personnages jouables avec Astérix, Obélix et Mme Agecanonix.

Il est aussi présent dans deux des trois jeux développés par Étranges Libellules et édités par Atari :
- Astérix et Obélix XXL, 2004 : Capturé comme tous les habitants du village, Astérix et Obélix doivent le libérer en Égypte où il est emprisonné.
- Astérix aux Jeux olympiques, 2007 : Il apparaît tout au long du jeu à travers des boîtes à musiques automates qui interprètent une musique connue. Astérix et Obélix doivent frapper les Romains dont les couleurs correspondent aux notes (bleu, vert, jaune ou rouge) pour reconstituer la mélodie, un maillet assomme alors l'automate Assurancetourix et un passage verrouillé s'ouvre.